# Dopethrone
Dopethrone — третій студійний альбом англійського дум-метал гурту Electric Wizard . Він був випущений 9 жовтня 2000 року на Rise Above Records і перевипущений тим же лейблом у 2004 та 2007 роках з додатковою піснею "Mind Transferral".

## Передісторія
Джас Оборн розповів про розвиток Dopethrone як частини трилогії з Come My Fanatics… і Supercoven, зазначивши, що він дивився на ці альбоми з любов’ю і що «З цими альбомами, я вірю, що ми дійсно залишили свій слід як гурт. Коли ми писали наш перший альбом, ніхто з нас ніколи раніше не був у студії – і не мав поняття, що насправді робити. Але до того часу, коли ми почали робити Dopethrone, ми знали, що потрібно – вірніше, я!»

Розмовляючи з Kerrang! в липні 2009, Джас Оборн пригадував: 
"Більшість з нас у той час застрягли в наркоманії чи алкоголізмі, і це була просто чиста ненависть. Це були ми проти всього світу, і ми просто хотіли зробити найогидніший, мерзенний, гнильний запис, який хтось коли-небудь записував. Ми ночували в студії, тож ми буквально просто прокидалися, споживали якомога більше чортових наркотиків, а потім просто починали імпровізувати."

## Відгуки критиків
Dopethrone, поряд із Come My Fanatics..., часто називають визначним релізом Electric Wizard та вершиною їхньої кар’єри. Критики описали його як «одну з найповільніших, найважчих дум-композицій, які тільки можна собі уявити»   і сказали, що «це, можливо, найкраща платівка з усієї британської сцени стоунер-року». Журнал Terrorizer увінчав альбом як «Альбом десятиліття» (2000-і).  У 2020 році журнал Metal Hammer назвав його одним із 20 найкращих метал-альбомів 2000 року. 

## Список композицій
Автор музики і слів Джас Оборн та Тім Бегшоу. 
| #  | Назва                                                                              | Тривалість |
| -- | ---------------------------------------------------------------------------------- | ---------- |
| 1. | «Vinum Sabbathi»                                                                   | 3:05       |
| 2. | «Funeralopolis»                                                                    | 8:43       |
| 3. | «Weird Tales" - I. "Electric Frost" - II. "Golgotha" - III. "Altar of Melektaus»   | 15:05      |
| 4. | «Barbarian»                                                                        | 6:29       |
| 5. | «I, The Witchfinder» (він же "Las Torturas de la Inquisicion")                     | 11:04      |
| 6. | «The Hills Have Eyes»                                                              | 0:46       |
| 7. | «We Hate You»                                                                      | 5:08       |
| 8. | «Dopethrone» (Тривалість треку становить 10:55 на перевиданнях 2004 та 2007 років) | 20:48      |

## Тиша і звукові ролики
«Dopethrone» закінчується о 10:26 (з обох виданнь) після чого наступає тиша: до кінця треку на перевиданні та до 19:52 на оригіналі. В оригіналі кінцівка має 55 секундний звуковий кліп з фільму 20/20, у якому можна почути, як двоє дорослих говорять про те, чи варто батькам вживати заходів, якщо їхня дитина зазнає негативного впливу геві-металу, впавши в депресію та приєднавшись до сатанинських культів.
Перевидання відкидає початковий звуковий кліп з «Dopethrone» і закінчує пісню через 30 секунд тиші та переходить до бонусного треку, який, по суті, робить його (бонусний трек) прихованим. Гурт вирішив перенести звуковий кліп в кінець бонус-треку "Mind Transferal", який закінчується о 9:36, після чого наступає тиша до 14:00, де тепер розміщений звуковий кліп, який веде до кінця альбому. На вінілових версіях Dopethrone звуковий кліп з'являється відразу після закінчення "Mind Transferral".

## У масовій культурі
- Пісня "Vinum Sabbathi" з'являється в документальному фільмі The Wild and Wonderful Whites of West Virginia .

## Учасники запису
- Джас Оборн – гітара, вокал, ефекти
- Тім Бегшоу – бас, ефекти
- Марк Грінінг – ударні
- Усі автори – Джас Оборн/Тім Бегшоу
- Усі аранжування – Electric Wizard
- Вироблено та розроблено Рольфом Стартіном
- Художня робота – Х’ю Гілмор, Том Бегшоу та Джас Оборн

## Історія випуску
| Рік      | Лейбл            | Формат       | Країна         | ВРозпродано | Примітки |
| -------- | ---------------- | ------------ | -------------- | ----------- | --- |
| 2000     | Rise Above       | компакт-диск | Великобританія | Так         | Оригінальний випуск компакт-диска                                                                                             |
| 2001     | JVC Victor       | компакт-диск | Японія         | Так         | Включає бонусний трек |
| 2001     | The Music Cartel | компакт-диск | США            | Так         | |
| 2004     | Rise Above       | компакт-диск | Великобританія | Так         | Включає бонусний трек |
| 2004     | Rise Above       | 2LP          | Великобританія | Так         | Включає бонусний трек; обмежений наклад 1500 примірників (1000 білих, 500 чорних)                                             |
| 2007     | Rise Above       | 2LP          | Великобританія | Так         | Включає бонусний трек; обмежений тираж 800 копій (50 фіолетових шовкових, 100 прозорих бурштинових, 100 прозорих, 550 чорних) |
| 2007 рік | Rise Above       | DigiCD       | Великобританія | Ні          | Перероблена версія; включає бонусний трек                                                                                     |
| 2007     | Candlelight      | DigiCD       | США            | Ні          | Перероблена версія; включає бонусний трек                                                                                     |
| 2010     | Rise Above       | 2LP          | Великобританія | Ні          | Перевидання чорного вінілу |
| 2015     | Rise Above       | 2LP          | Великобританія | Ні          | Перевидання фіолетового вінілу                                                                                                |
| 2019     | Rise Above       | 2LP          | Великобританія | Ні          | Перевидання золотого вінілу                                                                                                   |

## Кавери
Американський дум-метал гурт Akem Manah випустив дві версії пісні "Funeralopolis": демо-версію на своєму EP Horror in the Eyes 2011 року та офіційну версію на повноформатному альбому Night of the Black Moon 2012 року.